# كلفن مور
كلفن مور (بالإنجليزية: Kelvin Moore)‏ هو لاعب كرة قاعدة أمريكي، ولد في 26 سبتمبر 1957 في لوروا في الولايات المتحدة، وتوفي في 9 نوفمبر 2014 في كوفينغتون في الولايات المتحدة.

## وصلات خارجية
- كلفن مور على موقع دوري كرة القاعدة الرئيسي (الإنجليزية)
- كلفن مور على موقعبيزبول رفرنس.كوم (الدوري الرئيسي) (الإنجليزية)
- كلفن مور على موقعبيزبول رفرنس.كوم (الدوري الثانوي) (الإنجليزية)
- كلفن مور على موقع إي إس بي إن.كوم (أم.أل.بي) (الإنجليزية)
- كلفن مور على موقع مشجعي الرسوم البيانية (الإنجليزية)